# Tōin (Fujiwara)
O Tōin (洞院家) foi uma ramificação do Ramo Saionji que por sua vez era uma ramificação do Ramo Kanin do clã Fujiwara fundado por Tōin Saneo. 

## Histórico
Saneo foi o sadaijin do Imperador Go-Saga. 
Tōin Kiko filha de Saneo foi mãe do Imperador Go-Fushimi.
Tōin Kinmori irmão de Tōin Kiko foi Daijō Daijin do governo do Imperador Go-Fushimi.

## Lista dos Líderes do Ramo
1. - Tōin Saneo
2. - Tōin Kinmori
3. - Tōin Saneyasu
4. - Tōin Kinkata
5. - Tōin Sanenatsu
6. - Tōin Kinsada
7. - Tōin Minobu
8. - Tōin Mitsusue
9. - Tōin Sanehiro
10. - Tōin Kōsū
11. - Tōin Kōren
12. - Tōin Sanken